# Theriak

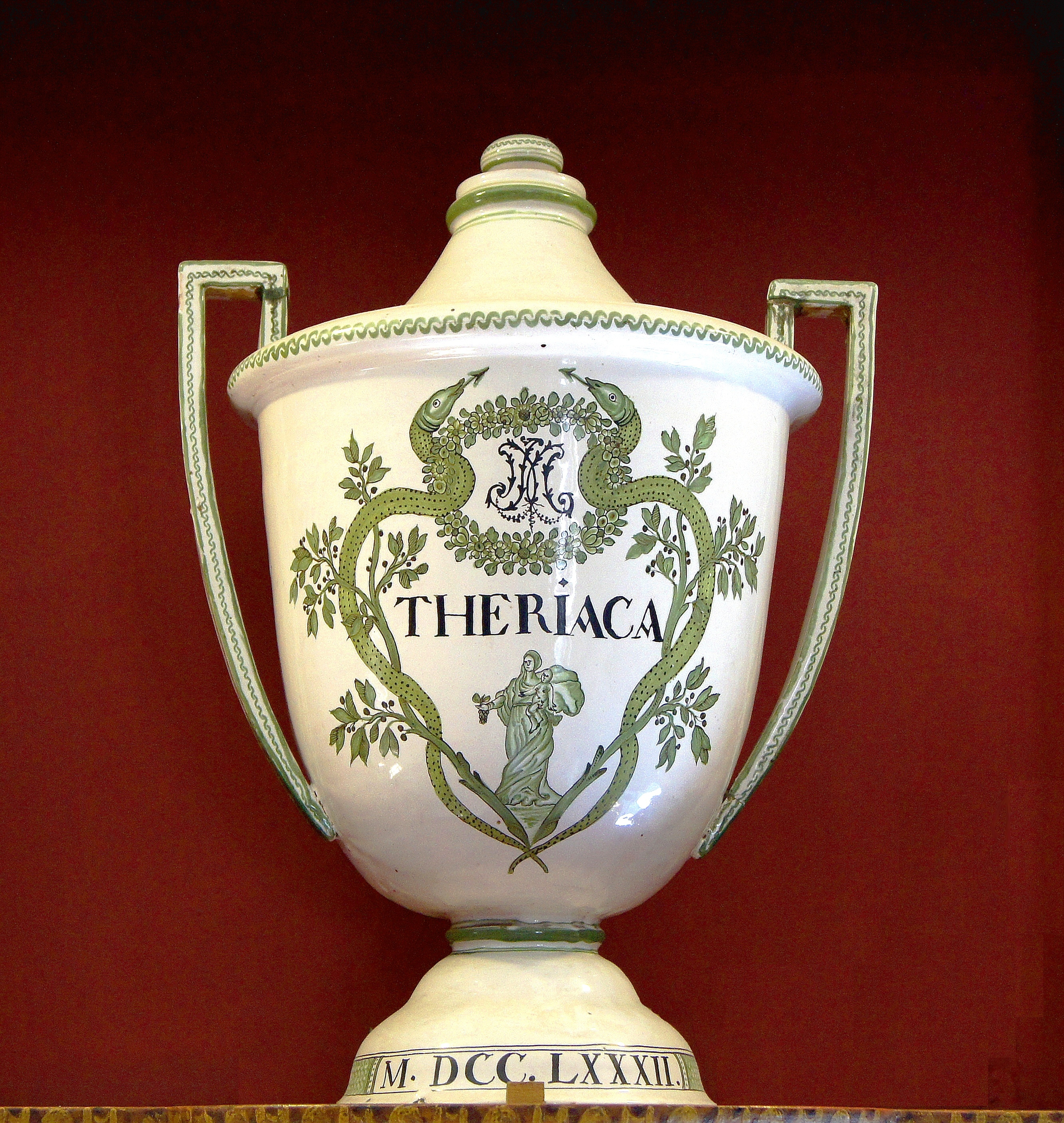
Französisches Theriakgefäß (1782)

Der Theriak (über lateinisch theriaca bzw. theriacus oder griechisch ϑηριακός, „gegen das Gift der Tiere – besonders gegen den Schlangenbiß – dienlich“, zu griechisch thēriakón (antídoton), aus griechisch thēr(ion): Tier, wildes Tier, giftiges Tier, Plural: thēria) ist eine in der Antike als Antidot entwickelte, aus vielen Zutaten bestehende, auf Honigbasis als Latwerge zubereitete und meist opiumhaltige Arznei. Ursprünglich als „Gegengift“ bzw. Gegenmittel gegen tierische Gifte (insbesondere Schlangengift) angewandt, wurde sie im Mittelalter und in der Frühneuzeit als kostspieliges Universalheilmittel gegen viele Krankheiten und Gebrechen verabreicht. Heute wird Theriak in abgewandelter, opiumfreier Zusammensetzung vereinzelt noch für die volksmedizinische Anwendung angeboten, vorwiegend im Internet.

## Antike
Die Ärzte des klassischen Griechenland versuchten, die Bisse giftiger Schlangen mit einer Kräutermixtur aus Anis, Fenchel und Kümmel zu behandeln. Das Rezept für dieses Heilmittel war in die Mauer des Asklepieions von Kos eingemeißelt. Die Arznei nannte man Theriak, eine Bezeichnung, die erstmals um 170 v. Chr. bei Nikandros von Kolophon, Arzt, Grammatiker und Dichter, erwähnt wird.
Mithridates VI. Eupator (* 132 v. Chr.; † 63 v. Chr.), König von Pontos in Kleinasien, hatte Grund, sich vor Giftanschlägen aus seiner Familie und seinem Umfeld zu fürchten, denn er hatte als Jugendlicher vermutlich seinen Vater und seine Mutter vergiftet, um an die Macht zu gelangen. Er erweiterte mit Hilfe seines Leibarztes die Rezeptur des Theriak von 37 auf 54 Ingredienzen, darunter Bestandteile „giftresistenter“ Tiere wie Entenblut, Schlangen- und Krötenfleisch. Nach ihm wurde das Mittel, das er selbst als Vorbeugung gegen Giftanschläge eingenommen haben soll, auch Mithridat oder Mithridatium genannt.
Die Zusammenstellung wurde später um Opium als weitere Zutat erweitert. Die persische bzw. turkmenische Bezeichnung „Teriak“ oder „Theriaak“ für die aus dem Mohn gewonnene Substanz ist eine der mutmaßlichen Sprachwurzeln des Begriffs. Nach einer anderen etymologischen Deutung könnte er von dem griechischen Wort θηρίον (therion = wildes Tier) abgeleitet sein.
Aus den Compositiones des Scribonius Largus stammt das von ihm in Scrib. Larg. 164 theriace prima genannte Rezept. Es handelt sich hierbei um den ältesten Beleg des latinisierten Namens theriace(-a). Die in Scrib. Larg. 165 beschriebene Rezeptur enthält kein Opium.
Im antiken Rom soll Andromachos, der Leibarzt des Kaisers Nero, den Theriak mit zahlreichen weiteren Zutaten u. a. Vipernfleisch, ergänzt  und andere Zutaten weggelassen haben. Die aus 64 Bestandteilen zusammengesetzte  Arzneimittel-Spezialität wurde Theriaca Andromachi (auch antídotos theriakē, im Lorscher Arzneibuch später auch antidotus theriace) genannt und erfreute sich noch im 17. Jahrhundert großer Beliebtheit. Nero soll sie, ebenso wie der römische Kaiser Mark Aurel, aus Angst vor einem Giftmord regelmäßig zur Vorbeugung eingenommen haben.
Die Theriaca Andromachi hatte folgenden Bestandteile:
Opium (Opium subtile pulverisatum), Sherry (Vinum Xerense), Engelwurzwurzel (Radix Angelicae pulverisata subtilis), Serpentaria-Wurzel (Radix Serpentariae), Baldrianwurzel (Radix Valerianae), Zimtrinde (Cortex Cinnamomi), Meerzwiebel (Bulbus Scillae), Zitwerwurzel (Rhizomae Zedoariae), Kardamomfrüchte (Fructus Cardamomi), Myrrhe (Myrrhae pulvis subtilis), Eisensulfat (Ferrum sulfuricum pulverisatum), Bienenhonig (Mel depuratum).
Der griechisch-römische Arzt Galen empfahl in einer Abhandlung über Gegenmittel Theriak mit einem Zusatz von Vipernfleisch als Heilmittel gegen Vipernbisse. Mit zunehmender Verbreitung der auch als Domina medicinarum bezeichneten Arznei wurde die Zusammensetzung immer komplizierter, bereits Galen beschreibt in seinem Werk De Antidotis eine Rezeptur mit 70 Zutaten.

## Mittelalter
Im Mittelalter und in der Frühen Neuzeit galt Theriak, lateinisch um 1300 auch tyriaca und später auch umgangssprachlich bzw. regional Driakel, Dryackel, Driacker oder Tyriaker genannt, als ein universelles, zur „Himmelsarznei“ erhöhtes Wundermittel, das therapeutisch und auch vorbeugend gegen alle nur denkbaren Krankheiten Linderung und Heilung versprach, von der Pest bis zur Lebensschwäche von Föten. Daher wurde sie auch als Domina medicinarum („Herrin der Heilmittel“) bezeichnet. Während und nach der Epidemie des Schwarzen Todes (Pest) um 1349 fand der Theriak als Einzelpräparat Anwendung, bevor ab etwa 1370 komplexere Pestbehandlungen üblich wurden. Der Arzt und Apotheker Andreas Reichlin von Meldegg empfahl zur Behandlung der Pest in seinem um 1450 erschienenen Pestilenz Büchlein:

„Item man soll dem Kranken geben Metridat mit Essig zu trinken, des Tags zu vier malen. Mag man aber Metridat nit gehaben, so geb man ihm Driackers mit Essig und mit Safran gemischet; das wehrt und stellet das bös Gifft.“

Das zusammengesetzte Arzneimittel wurde meist als Latwerge zubereitet und sowohl in Apotheken, aufbewahrt in kostbaren Gefäßen, als auch von umherziehenden Händlern (Theriakkrämern) und Quacksalbern angeboten. Um einen einheitlichen Standard der meist etwa 60 Zutaten benötigenden Rezeptur zu wahren und Fälschungen zu unterbinden, sah man sich vielerorts genötigt, Theriak unter Aufsicht von Ärzten, Ratsherrn und Apothekern herzustellen.
Seit dem Mittelalter fand auch ein einfacherer, gemäß dem Antidotarium Nicolai aus nur vier Arzneidrogen hergestellter Theriak (theriaca diatesseron, theriaca minor „kleiner Theriak“) Verwendung.
Die Kenntnis über Theriak verbreitete sich auch im arabischen Raum. Mitte des 13. Jahrhunderts wurde im heutigen Irak eines der herausragendsten Zeugnisse islamischer Buchkunst, der Kitāb al-diryāq (arabisch كتاب الدرياق‎, „Theriakbuch“), angefertigt. Es enthält Anekdoten von neun berühmten Ärzten der Antike, welche die Theriak-Rezeptur nutzten und verbesserten; darüber hinaus finden sich Abschnitte über Schlangen und Methoden, diese einzufangen.

## Renaissance

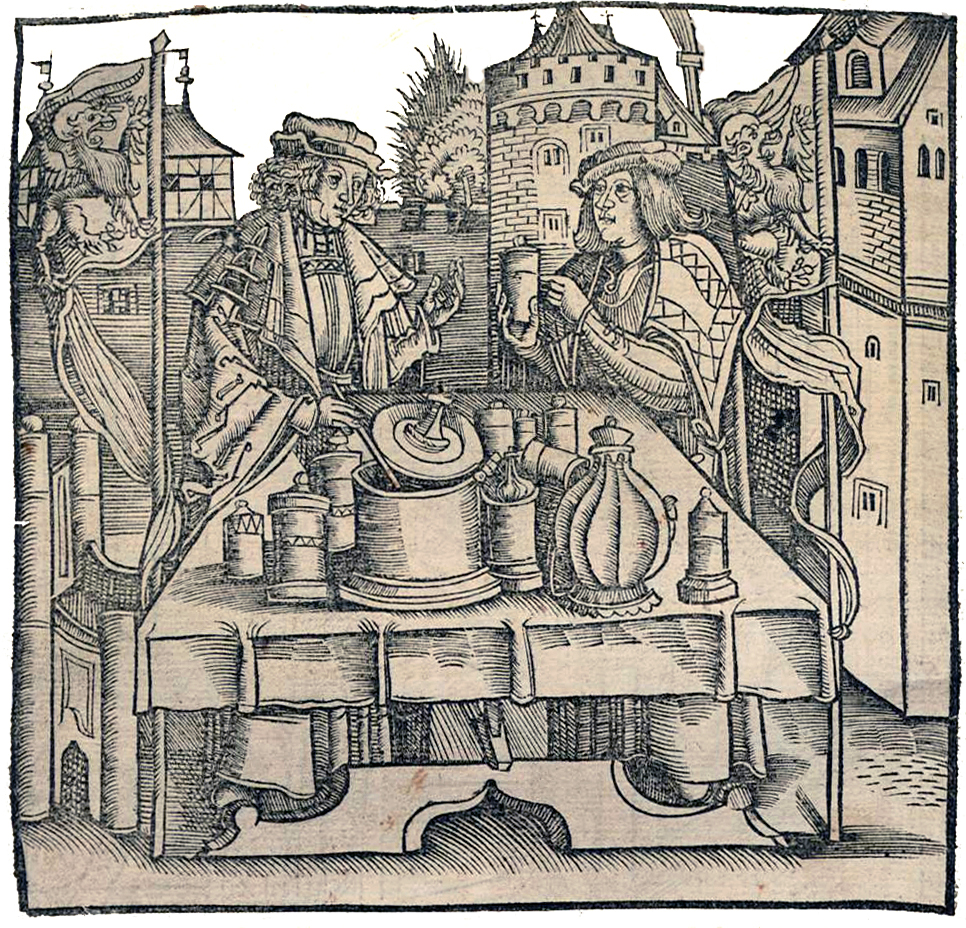
Öffentliche Theriak-Zubereitung in Venedig 1512

Das zur pharmazeutischen Theriakproduktion bis ins Spätmittelalter erforderliche Schlangenfleisch wurde von Schlangenfängern besorgt.
Die bedeutendste Fabrikation für Theriak befand sich in Venedig. Die Zubereitung des Venezianischen Theriak wurde als öffentliche, mehrtägige Zeremonie in Anwesenheit höchster Autoritäten mit großem Schaugepränge begangen. Der damals weltweite Handel mit diesem kostbaren und begehrten Medikament trug nicht unwesentlich zum Reichtum der Stadt Venedig bei. Weitere Zentren der Theriak-Herstellung lagen in Deutschland (Nürnberg) und in den Niederlanden (Amsterdam).
Mit den Jahren war die Zutatenliste auf bis zu 300 Inhaltsstoffe angewachsen und die Herstellung erforderte eine ausgeklügelte, an magische Riten erinnernde Behandlung. Wegen der aufwendigen Zubereitung und der Kostbarkeit der Ingredienzien war der im Range einer Panazee stehende Theriak nur für Vermögende erschwinglich. In bäuerlichen Kreisen galt der Knoblauch als Allheilmittel. In der frühen Neuzeit wurde deshalb der Knoblauch als „Bauerntheriak“ bezeichnet.

## Neuzeit und Gegenwart
Rezepturen für Theriak finden sich in medizinischen und pharmakologischen Lehrbüchern noch bis in das 19. Jahrhundert. Als eine von vielen Rezepturen sei hier diejenige der vierten Auflage der Preussischen Pharmakopoe von 1827 zitiert:

„Electuarium Theriaca. Theriak. Nimm: abgeschaumten Honig sechs Pfund [etwa 2160 g]. Nachdem er etwas erwärmt worden mische hinzu gepulvertes, in einer hinreichenden Menge Malagawein aufgelöstes Opium eine Unze [etwa 30 g]. Dann setze hinzu: gepulverte Angelikawurzel sechs Unzen [etwa 180 g], virginische Schlangenwurzel [Aristolochia serpentaria] vier Unzen [etwa 120 g], Baldrianwurzel, Meerzwiebel, Zittwerwurzel, Zimmtcassia, von jedem zwei Unzen [etwa 60 g]. Kleine Kardamomen, Myrrhe, Gewürznelken, krystallisirtes schwefelsaures Eisen, die in Pulver gebracht worden, von jedem eine Unze [etwa 30 g]. Es werde eine braune Latwerge, welche an einem kühlen Orte vorsichtig aufbewahre. Anmerkung: Eine Unze [etwa 30 g] dieser Latwerge enthält ungefähr fünf Gran [etwa 0,3 g] gepulvertes Opium.“

Auch in der ersten Pharmacopoea Germanica von 1872 ist das Allheilmittel noch erwähnt.
Theriak als Allheilmittel ist ein Mythos. Der Glaube an die heilende Wirkung wird jedoch in esoterischen Veröffentlichungen aufrechterhalten. Die angebotenen Rezepturen sind unterschiedlich, doch gibt es keinen Nachweis der therapeutischen Wirksamkeit in klinischen Studien. Theriak ist kein in Deutschland zugelassenes Arzneimittel.